# Kościół Świętych Apostołów Piotra i Pawła w Żarach

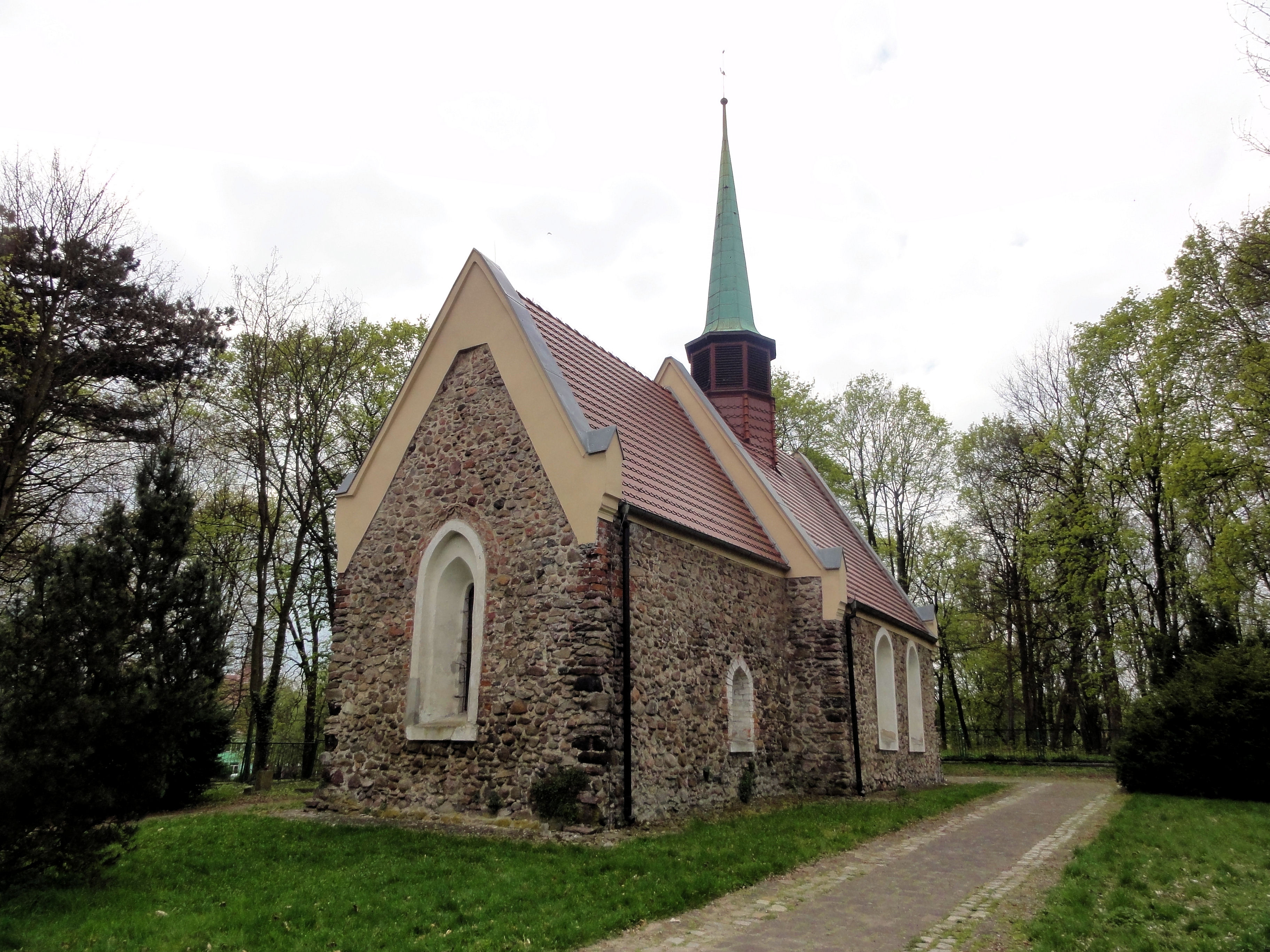
Kościół Świętych Apostołów Piotra i Pawła w Żarach

Kościół pw. Świętych Apostołów Piotra i Pawła w Żarach – rzymskokatolicki kościół filialny w Żarach, w województwie lubuskim. Należy do dekanatu Żary diecezji zielonogórsko-gorzowskiej.

## Historia
Budowla znajdowała się poza miejskimi murami. Wzniesiona została z kamienia polnego pod koniec XIII stulecia na miejscu świątyni wzmiankowanej w 1207 roku, wybudowanej zapewne z drewna. Została ufundowana zapewne przez Dewinów, pierwszych właścicieli miasta. Prawdopodobnie jest w niej pochowany Ulrich Dewin.

## Architektura
Jest to świątynia wybudowana w stylu romańsko-gotyckim, posiadająca sygnaturkę w stylu barokowym. W prezbiterium zachowały się sklepienia sieciowe.